# Recuperación póstuma de espermatozoides
La recuperación póstuma de espermatozoides (PSR), también conocida como extracción de semen post mortem, es un procedimiento en el que se recolectan espermatozoides de los testículos de un cadáver humano después de la muerte cerebral. Ha habido un debate significativo sobre la ética y legalidad del procedimiento, y sobre los derechos legales del niño y del padre sobreviviente si los gametos se utilizan para la impregnación.
Se han producido casos de concepción post mortem desde que se desarrollaron por primera vez las técnicas de inseminación artificial humana, con esperma donado a un banco de semen que se utiliza después de la muerte del donante. Si bien se han presentado argumentos religiosos contra el proceso incluso en estas circunstancias, ha surgido mucha más censura de varios sectores con respecto a la recuperación invasiva de cadáveres frescos o pacientes con soporte vital o en un estado vegetativo persistente, particularmente cuando el procedimiento es llevado a cabo sin el consentimiento explícito del donante.

## Casos

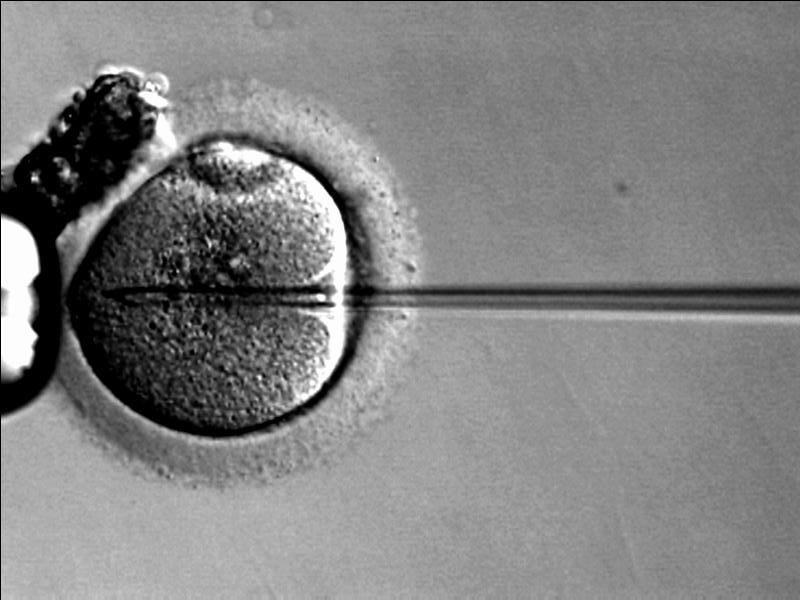
Inyección intracitoplasmática de espermatozoides, el método más común de fertilización utilizando espermatozoides extraídos póstumamente.

La primera recuperación exitosa de esperma de un cadáver se informó en 1980, en un caso que involucraba a un hombre de 30 años que sufrió muerte cerebral luego de un accidente automovilístico y cuya familia solicitó la preservación del esperma. La primera concepción exitosa utilizando espermatozoides recuperados post mortem se informó en 1998, lo que llevó a un nacimiento exitoso al año siguiente. Desde 1980, se han realizado una serie de solicitudes para el procedimiento, con aproximadamente un tercio aprobado y ejecutado. Los gametos se han extraído a través de una variedad de medios, incluida la eliminación del epidídimo, la irrigación o aspiración de los conductos deferentes y la electroeyaculación con sonda rectal. Dado que el procedimiento rara vez se realiza, los estudios sobre la eficacia de los diversos métodos han sido de alcance bastante limitado.
Si bien la literatura médica recomienda que la extracción se lleve a cabo a más tardar 24 horas después de la muerte, los espermatozoides móviles se han obtenido con éxito hasta 36 horas después de la muerte, generalmente independientemente de la causa de la muerte o el método de extracción. Hasta este límite, el procedimiento tiene una alta tasa de éxito, con espermatozoides recuperados en casi 100% de los casos y espermatozoides móviles en 80 a 90%. Actualmente, existen pocos precedentes de una inseminación exitosa con esperma recolectado después de 36 horas. Se están investigando nuevas tecnologías que podrían convertir esto en una realidad rutinaria, creando a su vez nuevos dilemas éticos.
Si el esperma es viable, la fertilización generalmente se logra mediante la inyección intracitoplasmática de espermatozoides, una forma de fertilización in vitro. La tasa de éxito de la fertilización in vitro se mantiene sin cambios independientemente de si el esperma se obtuvo de un donante vivo o muerto.